# USS Rowan (DD-405)
USS Rowan (DD-405) là một tàu khu trục lớp Benham được Hải quân Hoa Kỳ chế tạo vào cuối những năm 1930. Nó là chiếc tàu chiến thứ ba của Hải quân Hoa Kỳ được đặt tên theo Phó đô đốc Stephen C. Rowan (1808-1890), người từng tham gia cuộc Chiến tranh Mexico-Hoa Kỳ và cuộc Nội chiến Hoa Kỳ. Rowan đã phục vụ tại Đại Tây Dương và Địa Trung Hải trong Chiến tranh Thế giới thứ hai cho đến khi bị đánh chìm do trúng ngư lôi từ tàu phóng lôi E-boat Đức ngoài khơi Salerno vào ngày 11 tháng 9 năm 1943.

## Thiết kế và chế tạo
Rowan được đặt lườn tại Xưởng hải quân Norfolk ở Portsmouth, Virginia vào ngày 25 tháng 6 năm 1937. Nó được hạ thủy vào ngày 5 tháng 5 năm 1938; được đỡ đầu bởi cô Elizabeth H. Rowan, chắt của Phó đô đốc Rowan; và được đưa ra hoạt động vào ngày 23 tháng 9 năm 1939 dưới quyền chỉ huy của Thiếu tá Hải quân B. R. Harrison, Jr.

## Lịch sử hoạt động

### Trước chiến tranh
Sau chuyến đi chạy thử máy tại vùng biển Caribe, Rowan rời Norfolk vào ngày 17 tháng 5 năm 1940 để nhận nhiệm vụ tại khu vực Thái Bình Dương, đặt căn cứ tại San Diego, California. Tuy nhiên, trong mùa Xuân năm 1941, Hoa Kỳ ngày càng can dự sâu hơn vào cuộc xung đột tại Châu Âu; và đến tháng 5, phạm vi hoạt động Tuần tra Trung lập được mở rộng và Hải quân dần dần tăng cường trách nhiệm bảo vệ các đoàn tàu vận tải vượt đại dương.
Đến cuối tháng, Rowan được điều động trở lại khu vực Đại Tây Dương, làm nhiệm vụ Tuần tra Trung lập. Trong mùa Xuân và mùa Hè, nó hoạt động trong phạm vi trải rộng từ Newfoundland đến vùng biển Caribe. Sang đầu tháng 11, nó được lệnh hộ tống Đoàn tàu WS-12X chuyển binh lính Anh tăng cường sang vùng Cận Đông và Viễn Đông, từ Halifax, Nova Scotia đến Cape Town, Nam Phi. Khởi hành từ Halifax vào ngày 10 tháng 11, nó đi đến Cape Town vào ngày 9 tháng 12, hai ngày sau khi Hoa Kỳ chính thức tham chiến do việc Nhật Bản bất ngờ tấn công Trân Châu Cảng.

### Thế Chiến II
Vào tháng 1 năm 1942, Rowan quay trở về vùng bờ Đông, tiếp nối nhiệm vụ hộ tống vận tải tại Bắc Đại Tây Dương và vùng biển Caribe. Vào ngày 30 tháng 4, nó rời Halifax đi sang phía Đông hộ tống một đoàn tàu khác đến điểm hẹn giữa đại dương. Sau khi tách khỏi đoàn tàu vào ngày 10 tháng 5, nó tiếp tục đi đến Hvalfjorður, Iceland, và vào ngày 11 tháng 5 đã gia nhập Lực lượng Đặc nhiệm 99, vốn hoạt động như một phần của Hạm đội Nhà Anh Quốc đặt căn cứ tại Hvalfjordur và Scapa Flow. Đến giữa tháng, nó hoàn tất một chuyến đi vượt vòng cực Bắc đến Seyðisfjörður, nơi nó tuần tra cùng với Lực lượng Đặc nhiệm 99 cho đến 150 hải lý (280 km) về phía Đông tuyến đường của các đoàn tàu PQ-16 và QP-12 nhằm đánh chặn mọi đơn vị Đức có thể xuất phát từ Na Uy tấn công các đoàn tàu vận tải. Đoàn tàu thứ nhất hướng lên phía Bắc đến Nga, trong khi đoàn kia trong hành trình quay trở về.
Vào ngày 29 tháng 5, Lực lượng Đặc nhiệm 99 quay trở về Scapa Flow, và vào ngày 12 tháng 6, họ lại lên đường quay trở lại Iceland tiếp nối những nhiệm vụ tương tự cùng các đoàn tàu PQ-17 và QP-13. Đoàn tàu QP-13 đã bị mất bốn tàu buôn trong chặng đi lên phía Bắc và thêm năm chiếc khác trên đường quay trở về, trước khi về đến được Reykjavík. Berlin đã đặt tên "Rösselsprung" cho chiến dịch phối hợp tấn công không quân-mặt biển-tàu ngầm nhắm vào Đoàn tàu PQ-17, vốn đã bị mất tổng cộng 33 tàu buôn. PQ-17 rời Iceland vào ngày 27 tháng 6; hai ngày sau lực lượng tuần dương hộ tống mà Rowan được phối thuộc di chuyển đến Seyðisfjörður, nơi họ khởi hành vào ngày 1 tháng 7. Đến ngày 2 tháng 7, Rowan được cho tách ra để gia nhập PQ-17, vốn bị các máy bay trinh sát Đức theo dõi cho dù có sương mù nặng che chở và đã bị thiếu mất hai tàu buôn: một chiếc bị mắc cạn, và chiếc kia bị hư hại bởi băng và được lệnh quay về.
Khi Rowan tiếp cận đoàn tàu, Không quân Đức cũng ập đến. Nó đã cùng với tàu khu trục HMS Fury và tàu cứu hộ Zafaraan ghi công bắn rơi một trong số máy bay đối phương; và không con tàu nào bị mất. Trong ngày 3 tháng 7, thời tiết xấu đã che chở cho đoàn tàu; tuy nhiên, sang ngày 4 tháng 7, máy bay đối phương bắt đầu xâm nhập qua làn sương mù. Một tàu Liberty bị đánh chìm lúc 03 giờ 00: và cuộc tấn công vẫn tiếp diễn, cho đến cuối buổi chiều có thêm bốn tàu bị đánh trúng, hai chiếc trong số đó bị đắm. Không lâu sau đó, đoàn tàu vận tải được lệnh phân tán còn các tàu hộ tống được gửi đến trợ giúp các tàu tuần dương đề phòng phải đối đầu với các đơn vị hạng nặng Đức, vốn được cho là đã xuất quân khỏi các vũng biển Na Uy. Các tàu buôn của PQ-17 tiếp tục đi lên phía Bắc một cách độc lập, chỉ có mười một chiếc đến được Liên Xô.
Rowan gia nhập trở lại cùng các tàu tuần dương vào ngày 4 tháng 7, và về đến Iceland cùng lực lượng này vào ngày 7 tháng 7; đến ngày 13 tháng 7, Đội khu trục 16 của nó được thay phiên, và sang ngày hôm sau nó lên đường quay trở về Hoa Kỳ. Sau khi được đại tu tại Boston, Massachusetts, đến giữa tháng 8, nó tiếp nối nhiệm vụ hộ tống với một chuyến đi đến Panama. Trong tháng 9, nó tuần tra và huấn luyện ngoài khơi Norfolk, Virginia và Portland, Maine; rồi sang tháng 10, nó gia nhập Lực lượng Đặc nhiệm 34 để tham gia Chiến dịch Torch, cuộc đổ bộ của Đồng Minh lên Bắc Phi. Vào ngày 7 tháng 11, nó đi đến ngoài khơi Fedhala cùng lực lượng tấn công, và cho đến ngày 9 tháng 11 đã bảo vệ cho các tàu vận tải. Đến ngày 10 tháng 11, nó tuần tra ngoài khơi Casablanca và đã đụng độ với các tàu chiến thuộc phe Vichy Pháp tìm cách chống trả cuộc tấn công. Sang ngày hôm sau nó tiếp tục bảo vệ cho khu vực vận chuyển, và đến ngày 12 tháng 11 nó lên đường quay trở về Hoa Kỳ.
Từ tháng 12 năm 1942 đến tháng 4 năm 1943, Rowan hộ tống hai đoàn tàu vận tải tăng viện và tiếp liệu đi Casablanca. Trong chuyến đi thứ hai UGS-6, năm tàu buôn đã bị mất bởi cuộc tấn công của một wolfpack (bầy sói) tàu ngầm U-boat chỉ trong vòng bốn ngày, từ ngày 13 đến ngày 17 tháng 3. Đến tháng 5, nó hoàn tất chuyến vượt Đại Tây Dương cuối cùng, rồi gia nhập Lực lượng Đặc nhiệm 80 tại Mers-el-Kebir, Algérie; trong tháng tiếp theo, nó tuần tra chống tàu ngầm và hộ tống tàu bè dọc theo bờ biển Bắc Phi.
Vào ngày 10 tháng 7, chiến dịch đổ bộ lên Sicily bắt đầu. Vào ngày 14 tháng 7, Rowan đi đến ngoài khơi bờ biển trong thành phần hộ tống cho một đoàn tàu vận tải tăng viện, và đã tham gia tuần tra ngoài khơi Gela. Từ ngày 20 tháng 7, nó chuyển sang khu vực bờ biển phía Bắc, làm nhiệm vụ tuần tra và hộ tống tại khu vực Palermo. Vào ngày 26 tháng 7, nó tiến hành bắn phá xuống các vị trí đóng quân của đối phương giữa Cefalù và Stefano di Camastra, và trong tháng 8 đã hỗ trợ các hoạt động đổ bộ "nhảy cóc" dọc bờ biển. Sau đó nó quay trở lại Bắc Phi chuẩn bị cho cuộc đổ bộ lên lục địa Ý ở Salerno.
Vào ngày 9 tháng 9, Rowan đi đến vịnh Salerno trong thành phần hộ tống cho Lực lượng Tấn công phía Nam. Cho đến ngày hôm sau, trong khi lực lượng tấn công và tiếp liệu được đổ bộ lên Paestum, nó đã bảo vệ cho các tàu vận tải. Đến đêm 10 tháng 9, nó quay trở lại Oran cùng các tàu vận tải trống rỗng. Ngay sau nữa đêm, đoàn tàu bị các tàu phóng lôi E-boat Đức tấn công. Rowan đã săn đuổi và nổ súng đánh đuổi trước khi quay trở lại đoàn tàu. Chỉ năm phút sau, đối phương lại xuất hiện ở khoảng cách dưới 3.000 thước Anh (2.700 m). Một lần nữa chiếc tàu khu trục lại đổi hướng để né tránh ngư lôi và đưa các khẩu pháo của nó vào hướng bắn. Khi khoảng cách với đối phương rút xuống còn 2.000 thước Anh (1.800 m), Rowan trúng một quả ngư lôi phóng từ một tàu E-boat Đức. Nó đắm chỉ trong vòng một phút, làm thiệt mạng 202 trong tổng số 273 thành viên thủy thủ đoàn.

## Phần thưởng
Rowan được tặng thưởng năm Ngôi sao Chiến trận do thành tích phục vụ trong Chiến tranh Thế giới thứ hai.